# 熊儿寨乡
熊儿寨乡是中国北京市平谷区下辖的一个乡，位于平谷区正北。

## 行政区划
熊儿寨乡下辖7个村委会：魏家湾、北土门、老泉口、熊儿寨、南岔、东沟、花峪。